# 七层楼
七层楼（学名：Tylophora floribunda）是夹竹桃科娃儿藤属的植物。分布于朝鲜、日本以及中国大陆的贵州、湖南、广东、江西、浙江、福建、广西、江苏等地，生长于海拔500米的地区，一般生长在阳光充足的灌木丛中和疏林中，目前尚未由人工引种栽培。

## 别名
土细辛、双飞蝴蝶、一见香、小尾伸根（江西）；老君须（湖南）